# Гложин
Гложин (серб. Гложин / Gložin) — населенный пункт (деревня) в общине Чайниче, который принадлежит энтитету Республике Сербской, Босния и Герцеговина. По результатам югославской переписи населения 1991 года в Гложине проживало 99 человек.

## Население
В населении деревни преобладают мусульмане (боснийцы), также очень значительна доля лиц, считающих себя югославами.
| 1961                           | 1971 | 1981 | 1991 | - | - | - |
| ------------------------------ | ---- | ---- | ---- | - | - | - |
| 162                            | 137  | 140  | 99   | - | - | - |
| Гистограмма динамики населения |      |      |      |   |   |   |

### Национальный состав населения
на 1991 год:
- Сербы — 0 человек (0,00 %)
- Хорваты — 0 человек (0,00 %)
- Мусульмане — 68 человек (68,69 %)
- Югославы — 31 человек (31,31 %)
- Другие и неизвестно — 0 человек (0,00 %)